# Monel
Monel is een legering bestaande uit ca. 65% nikkel met ca. 30% koper, en verder kleinere percentages ijzer, mangaan, silicium, koolstof en soms aluminium. Het is een legering die bestand is tegen corrosieve stoffen zoals NaCl (natriumchloride) en zuren; ze wordt dan ook gebruikt in industriële apparaten die deze stoffen verwerken, voor zeepijpleidingen en andere toepassingen waar grote corrosieweerstand vereist is. Ze wordt ook gebruikt voor bepaalde onderdelen (ventielen e.d.) van koperblaasinstrumenten, en voor snaren van basgitaren, mandolines en dergelijke. Ze is niet magnetisch.
De legering werd in het begin van de twintigste eeuw ontwikkeld door het bedrijf International Nickel Company, en is genoemd naar de toenmalige bedrijfsleider daarvan, Ambrose Monell (Amerikaans octrooi nummer 811239 van 30 januari 1906).